# École française de Bratislava
L'École Française de Bratislava (en slovaque : Súkromná základná škola francúzsko-slovenská v Bratislave ou Francúzska škola v Bratislave) est une école internationale française située à Bratislava, en Slovaquie. Elle fait partie de l'AEFE.
L'école dessert les niveaux maternelle, élémentaire, collège (Middle school) et lycée, de 2 à 18 ans.

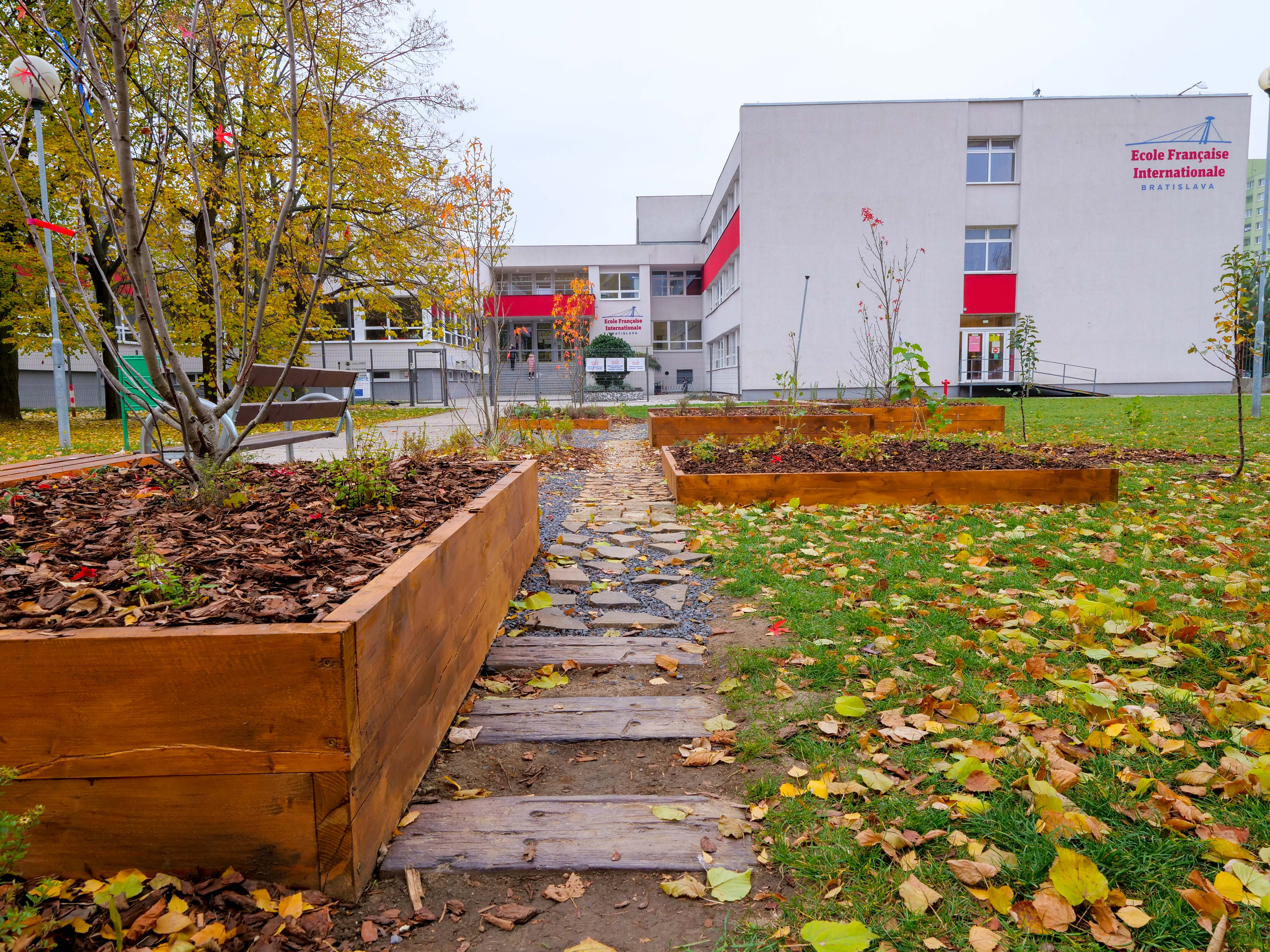